# 弗拉米尼亚大道圣十字圣殿
弗拉米尼亚大道圣十字圣殿（Santa Croce in Via Flaminia）是意大利罗马的一个宗座圣殿，供奉十字架，位于弗拉米尼亚大道。
该堂于1913年开工，由建筑师阿里斯蒂德·莱奥诺里为教宗庇护十世设计，用以纪念米兰敕令1600周年。它采用罗马巴西利卡的风格，立面采用马赛克装饰，门廊采用多立克柱式，钟楼五层，中殿为三个走道，两侧各用六根巴伐利亚花岗岩石柱进行分隔。
 
该堂于1914年7月12日开放，交给耶稣圣五伤司铎会（Stigmatines）管理。但直到1918年才祝圣。
1954年，教宗庇护十二世宣布该堂为大斋期第五周星期五的备选教堂。1964年，教宗保禄六世将其升格为宗座圣殿。
1965年2月5日，教宗保禄六世为了增加新的枢机主教头衔，将圣十字圣殿改为领衔堂区。1965年2月22日，他增加了二十七个新的枢机主教头衔。
自2016年11月19日起，该堂的樞機司鐸是塞爾吉奧·達·羅恰 。